# WKD 69 und 70
|  | Dieser Artikel wurde aufgrund von akuten inhaltlichen oder formalen Mängeln auf der Qualitätssicherungsseite des Portals Bahn eingetragen. Bitte hilf mit, die Mängel dieses Artikels zu beseitigen, und beteilige dich bitte an der Diskussion. Artikel, die nicht signifikant verbessert werden, können gelöscht werden. |

Die schmalspurigen Dampflokomotiven WKD 69 und 70 wurden 1920 für den Betrieb auf der mit Meterspur betriebenen Grójecka Kolej Dojazdowa von Maffei in der Bauart C n2t hergestellt. Die ursprünglichen Bezeichnungen der Lokomotiven sind nicht bekannt. Nach Übernahme der Lokomotiven von den PKP 1949 wurden sie in die Bauart C1’ n2t umgebaut und haben die Bezeichnungen PKP Txb2-3381 und 3382, ab 1961 Tyb6-3405 und 3406 getragen.
Die Lokomotiven waren bis 1972 in Betrieb. Die erhaltene Tyb6-3406 ist heute Exponat im Eisenbahnmuseum in Sochaczew.

## Geschichte

### Vorkriegseinsätze
1920 wurden von Maffei zwei C n2t-Lokomotiven geliefert und wurden auf der Grójecka Kolej Dojazdowa eingesetzt. Die ursprünglichen Bezeichnungen der Loks sind nicht bekannt, beide Lokomotiven erhielten später die Betriebsnummern WKD 69 und 70. Das ursprüngliche Aussehen der Loks ist auf einer historischen Aufnahme von 1947 sehr gut zu erkennen. Stationiert waren sie in der Betriebsstätte Piaseczno. Die Lokomotiven überstanden den Zweiten Weltkrieg, weil sie zum Kriegsende von den Eisenbahnern in der Nähe von Grójec versteckt wurden.

### Nachkriegseinsätze
Nach dem Krieg wurden die Lokomotiven weiter auf der Grójecka Kolej Dojazdowa eingesetzt. Nachteil waren die zu geringen Vorräte, was zu Unterwegshalten zur Ergänzung der Kohle- und Wasservorräte zwang.

### PKP Txb2-3381 und 3382
Nach der Verstaatlichung wurden die Lokomotiven auf die Bauart C1’ n2t mit größeren Fassungsvermögen für Kohle und Wasser umgebaut. Die 69 war 1950 die erste Lokomotive, sie erhielt nach dem Umbau die Bezeichnung Txb2-3381. Ein Jahr später folgte die WKD 70, sie wurde die Txb2-3382. 1959 wurden beide Lokomotiven zu den ehemaligen Koleje wąskotorowe na Pomorzu Zachodnim versetzt und in der Betriebswerkstatt Białogard der Koszalińska Kolej Wąskotorowa stationiert.
1961 erfolgte die Umbezeichnung nach einem neuen Bezeichnungsschema. Auf Grundlage dieser Vorschrift wurden die Lokomotiven als PKP Tyb6-3405 und 3406 bezeichnet. In dieselbe Baureihe wurde auch die heute noch vorhandene und ähnliche Lok Schrodaer Kreisbahn 8 aufgenommen, die vom Baujahr allerdings wesentlich älter ist. Von dieser Lok sind keine technischen Daten überliefert.
Im Mai 1970 wurde die Tyb6-3405 ausgemustert und zur Verschrottung bestimmt. Die Tyb6-3406 wurde 1972 ausgemustert und dem Eisenbahnmuseum Warschau übergeben. Zuerst wurde die Lokomotive im Schmalspurbahnmuseum Gryfice ausgestellt. Im Jahr 2010 wurde die Lok in das Eisenbahnmuseum Sochaczew transportiert, wo sie seither als Exponat ausgestellt ist.

## Konstruktion
Die Lokomotive ist mit einem Innenrahmen ausgerüstet, in dem die drei Treibachsen fest und die Laufachse seitenverschiebbar gelagert sind. Dadurch sind sie geeignet für einen Betrieb im Kurvenradius von 45 m. Fürs Aussehen der Lokomotiven prägend sind die großen Prallbleche an den Pufferbohlen und der im Vergleich zu denen der Lok Schrodaer Kreisbahn 8 kurzen Wasserkästen, die eine gute Zugänglichkeit zu der Steuerung ermöglichten. Die Rahmenwangen hatten eine Stärke von 15 mm, die Treibachsen sind in den Einzelabständen 900 mm und 1.000 mm im Rahmen gelagert. Abgefedert sind die Achsen mit Blattfedern, die oberhalb der Achslager liegen. Ursprünglich waren die Kohlen in einem seitlichen Kasten neben dem Kessel gelagert, durch den Umbau wurde der Kohlenkasten hinter den Führerstand gelegt und dafür der Rahmen verlängert. Außerdem wurde dadurch der Wasserkasten vergrößert. Die technischen Daten der Ursprungsversion sind nicht bekannt.
Der Flammrohrkessel besaß ursprünglich eine kupferner Feuerbüchse, die in den 1960er Jahren durch eine stählerne ersetzt wurde. Er besteht aus zwei Schüssen, auf dem ersten Schuss sitzt der Dampfdom und auf dem zweiten Schuss der Sanddom, von ihm konnten die zweite Achse von vorn und hinten gesandet werden. Auf dem Dampfdom sind die beiden mit Federkraft wirkenden Sicherheitsventile angeordnet. Gespeist wurde er von zwei Injektoren. Die Kesselarmaturen waren ursprünglich deutscher Produktion, sie wurden durch landeseigene ersetzt. Die Dampfmaschine besitzt Zylinder mit Flachschieber sowie eine Heusinger-Steuerung, der Kreuzkopf wird einschienig auf der Gleitbahn geführt. Angetrieben wird die dritte Treibachse.
Die Lokomotive hat eine Dampfbremse und eine Handbremse, die auf eine gemeinsame Welle wirken. Von ihr wurden über ein Gestänge die erste und die dritte Achse einseitig von vorn abgebremst. Die Lokomotive besitzt an den Stirnseiten zwei prägende Bleche, auf denen die Pufferbohlen montiert sind. Auf ihr wurde die Balancierhebelkupplung angeschlossen. Zur Wassernachfüllung diente eine dampfgetriebene Strahlpumpe, an ihr konnte ein Wasserschlauch angeschlossen werden. Ursprünglich besaß die Lok eine Petroleumbeleuchtung, in den 1960er Jahren wurde diese gegen eine elektrische mit einem Turbogenerator für 24 V getauscht.